# علم النفس الحربي
كان للحربين العالميتين أثر أكبر في ظهور علم النفس الحربي حيث استخدمت أسس ومبادئ ونظريات علم النفس في إعداد الجيوش وتنظيمها وتدعيمها. فيما يلي أهم مباحث هذا العلم: 
- اكتشاف غير الصالحين للتجنيد كالمرضى عقليا وضعاف العقول وغيرهم.
- توزيع الجنود والضباط على الأسلحة المناسبة لاستعدادتهم.
- البحث عن وسائل تقوية الروح المعنوية لدى الجيش والشعب في أوقات الحرب والسلم.
- الحرب النفسية.
- اكتشاف القيادات الممتازة وتوزيعها.
- علاج الصدمات النفسية أثناء الحرب ومنع انتشارها حفاظا على الروح المعنوية.
- وضع الخطط العسكرية في مواجهة العدو.
- سرعة البديهة وتفادي الإصابات جراء الطلق الناري.
- أستهداف المناطق الحيوية.من أجل السيطرة عليها.
- تهذيب النفس.في حال وجود الأموات.وذلك لتفادي الصدمة النفسية.